# Moderat likvidation
Moderat likvidation är ett svenskt punkband från Malmö. Bandet existerade ursprungligen mellan 1980 och 1985, men återförenades 2007. 2009 gav man ut en ny fullängdsskiva med titeln Mammutation.

## Historia
Bandet startades 1980 av Per Berglund och Patrik Wisemark. Året efter hittade de nya medlemmar i form av Sami (från Hjärnsubstans) på bas och Stefan (Hjärnsubstans, R.P Savoy) på trummor. 1982 tröttnade Sami och ersattes av Cliff. Det året hade de också en spelning tillsammans med band som Disaster och Hjärnsubstans. Det året spelade de också in ett par låtar som hamnade på olika samlingskassetter och ibland spelades på radio. 1983 hade de två stora spelningar där de själva var huvudaktörer. Det året spelade de också in låtar till sin EP. 1984 och 1985 blev kaotiska år för bandet, då bandmedlemmarna kom och gick och till slut splittrades bandet.[källa behövs]

## Bandmedlemmar
- Patrik "Fjalle" Wisemark - skrik
- Per Berglund - gitarr
- Stefan Elfgren - trummor
- David Javue - elbas

### Tidigare medlemmar
- Sami Bannura - elbas
- Clifford "Cliff" Lundberg - elbas
- Thomas "Tobbe" Sjöberg - skrik

## Diskografi
- 1983 - Moderat likvidation (EP)
- 1983 - Anti-fag Music (kassett)
- 1992 - Nitad (EP)
- 1993 - Kuknacke (CD)
- 1993 - Kuknacke (LP)
- 2006 - Köttahuve (Re-issue)
- 2006 - Marionett i kedjor (Re-issue)
- 2006 - Nitad (Re-issue)
- 2006 - Nevermind the Bootlegs
- 2009 - Mammutation

### Medverkan på samlingar
- 198? - Svenska spelmanslag 1 (Brända celler, Hiroshima, Marionett i kedjor)
- 1982 - Raped Ass 1 (Tio timmar, Proggerebell, White Rastas)
- 1983 - Raped Ass 2 (Våld)
- 1983 - Klapp & Klang (Marionett i kedjor)
- 1994 - Varning för Punk vol. 3 (Nitad, Proggerebell, White Rastas)
- 2007 - Svenska punkklassiker vol 2 (Nitad)